# Ville éponge

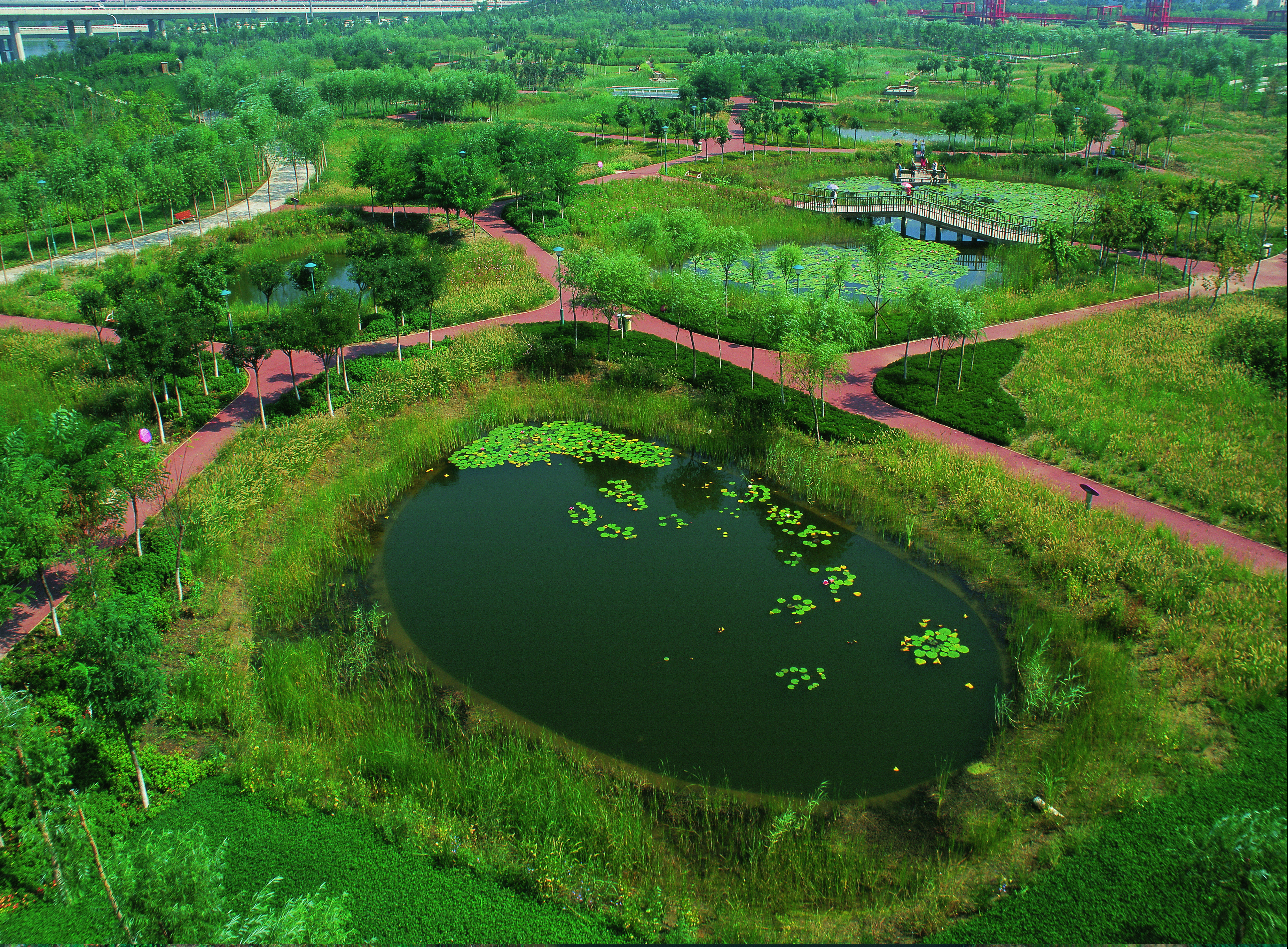
Images de synthèse du Tianjin Qiaoyuan Park.

Une ville éponge ou ville perméable (Sponge City ou haimian chengshi) est un type de ville résiliente capable d'absorber les eaux pluviales dans le sol et les zones humides afin de réguler les inondations urbaines et diminuer la vulnérabilité durant les périodes de sécheresse. Il s'agit d'un concept d'urbanisme et d'hydrologie urbaine qui constitue une stratégie de résilience urbaine. Ce syntagme est en effet souvent associé aux concepts d'architecture bioclimatique, de biomimétisme, voire de ville intelligente lorsque le management prend le pas sur l'approche écologique.

## Concept

### Objectifs
L'objectif d'une ville éponge contraste fortement avec le génie urbain conventionnel qui consiste à centraliser et à accumuler l'eau, à accélérer le ruissèlement par le 'tout tuyau', et à lutter contre l'eau par des murs anti-inondation et des barrages. Par exemple, il s'agit de jouer sur les revêtements et leur porosité ou leur perméabilité, mais aussi sur la végétalisation des murs ou des sols afin de permettre l'infiltration des eaux de pluie. Le concept de ville éponge s'appuie sur des techniques alternatives de gestion des eaux de ruissellement urbain. Aussi, les effets de l'infiltration, de purification par la végétation et des zones humides sur la qualité de l'eau permettent à la ville d'envisager une redistribution des eaux de pluie dans les réseaux. Les espaces verts urbains et les masses d'eau urbaines - les zones humides artificielles, les jardins pluviaux, les toits verts, les espaces verts en retrait, les fossés d'herbe et les parcs écologiques - sont les « corps d'éponge » centraux. Ainsi, pour lutter contre la fragmentation écologique, la ville éponge peut permettre la construction de corridors écologiques, le renforcement des connexions entre les parcelles et la formation d'un réseau de trames bleues et vertes.
Cependant, le concept est difficilement applicable aux villes côtières où les inondations peuvent provenir de la submersion marine : la logique étant différente puisque l'eau salée n'est pas envisagée pour être réinjectée dans le réseau.

### Apparition du concept
Le concept de ville éponge apparaît dans les années 2000 dans des publications scientifiques chinoises. Dès lors, le concept a plusieurs objectifs : atténuer les inondations urbaines, la pénurie de ressources en eau et l'effet d'îlot de chaleur urbain, améliorer l'environnement écologique et la biodiversité en absorbant et en captant l'eau de pluie. Les politiques de la ville éponge sont un ensemble de solutions fondées sur la nature qui permettent le stockage et la redistribution de l'eau ; le concept provient du savoir-faire vernaculaire fondé sur l'adaptation à des évènements climatiques, en particulier en période de mousson.

### Une ville-nouvelle chinoise
Le Parti communiste chinois (PCC) et le Conseil d'État soutiennent le concept comme politique d'urbanisme en 2014. En 2015 et 2016, des projets pilotes de villes éponges sont organisés avec le soutien des politiques nationales. En outre, le ministère central des Finances a introduit un modèle de partenariat public-privé (PPP) afin d'accroître le soutien à la politique financière. La Chine a construit et transformé de nombreuses villes selon le modèle des villes éponges en s'appuyant sur l'échec de l'infrastructure conventionnelle des systèmes de contrôle des inondations et de gestion des eaux pluviales. C'est l'inondation de Pékin du 21 juillet 2012 (79 morts) qui a poussé les autorités chinoises à faire des villes éponges des types de ville-nouvelle. Ainsi d'ici à 2030, le pays prévoit que 80 % des villes (urbaines) récoltent et réutilisent 70 % de l'eau de pluie. À proximité de Shanghai, Lingang est la plus grande ville éponge du monde.

## Contexte

### Hygiénisme et artificialisation massive
La théorie des miasmes a largement justifié l'artificialisation des sols par l'hygiénisme. L'urbaniste hygiéniste brésilien, Saturnino de Brito auteur de Urbanismo (1944), décrit par exemple les tracés idéaux sanitaires des villes. En proposant des projets d'aménagements urbains pour différentes villes, il dissocie également les eaux grises des eaux usées, telle que l'on peut le retrouver dans les grandes transformations de Paris sous le Second Empire. Ainsi, les eaux de pluie doivent être évacuées des villes et ne peuvent plus stagner en ville. 

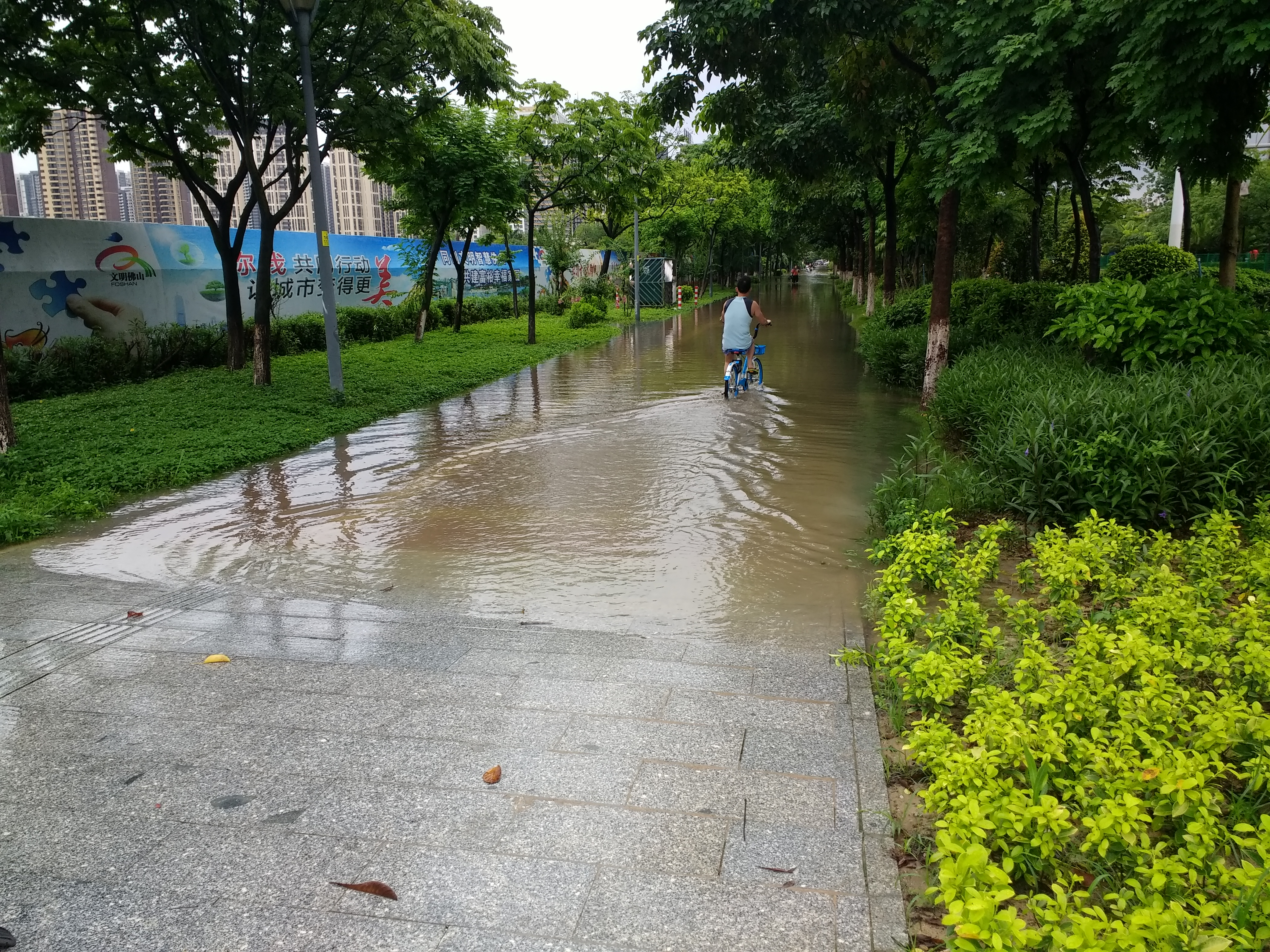
Des cyclistes sur une chaussée inondée à Foshan.

### Imperméabilisation croissante des villes
L'urbanisation et l'étalement urbain ont modifié les processus d'écoulement de l'eau. Ainsi, le drainage et la capacité de collecte des eaux de pluie ont diminué. De ce fait, le débit de surface augmente de 10% à 60% (voir effet first flush), tandis que l'infiltration est drastiquement réduite, voire nulle. Ainsi, les inondations urbaines sont plus fréquentes et probables. Les impacts sont aussi plus importants du fait de la présence de réseaux souterrains plus vulnérables qu'auparavant (réseaux de métro). Aussi, le réseau étant parfois saturé, certaines eaux usées sont directement rejetées dans les cours d'eau.

### Inertie institutionnelle
Les principaux obstacles à la mise en œuvre de la ville éponge sont la mentalité statu quo de l'ingénierie des infrastructures (jardinage ornemental et de l'urbanisme conventionnel) ainsi que l'ensemble du cadre juridique établi qui préserve des pratiques d'urbanisme obsolètes (le tout-à-l'égout - le tout tuyau). La transformation d'une ville en ville éponge nécessite en effet de changer les cadres de planification juridique et ses outils appropriés pour adapter les systèmes d'infrastructure de collecte, stock et de traitement des eaux pluviales.

## Exemples

### Belgique
La ville de Bruxelles s'est aussi lancée dans une réflexion autour de la ville éponge en permettant aux habitants qui le souhaitent d'obtenir des financements pour la réalisation de toitures végétalisées, de récupérateurs d'eau et de perméabilisation des sols. La municipalité a également commencé à mettre en œuvre plus efficacement les bassins d'orage, qui jusqu'ici n'étaient pas coordonnées correctement.

### Chine
À partir de 2015, une première vague de villes dont Zhenjiang, Jiaxing et Xiamen devient donc les villes pilotes. Ensuite, 14 autres villes, dont Shenzhen, Shanghai, Tianjin, Chongqing, Wuhan et Pékin constituent le deuxième lot de villes pilotes de la politique ville éponge.

### France
L'Association Adopta, dans une vaste zone d'affaissement minier du Nord-pas de calais, promeut l'infiltration/rétention maximale des eux pluviales et de ruissellement in situ.
Le Zonage pluvial de Paris, créé en 2006, constitue une introduction en France du concept de Ville éponge. Le concept des « cours Oasis » proposé par la Ville de Paris pour l'appliquer, et pour permettre la création d'ilot de fraicheur dans les cours de récréation des élèves de certaines écoles publiques s'inspire donc indirectement de ce concept. En effet, l'infiltration des eaux permise par la désartificialisation et la renaturation des cours d'écoles permet l'évapotranspiration des plantes et donc une régulation thermique importante. D'autres communes comme Crépy-en-Valois et Pont-à-Mousson s'inspirent de ce concept pour leur aménagement. À Lyon, un grand projet intitulé « Ville perméable en 2030 » vise aussi à désimperméabiliser près de 400 ha d'ici à 2026 aussi bien dans des espaces publics (établissements scolaires) que privés. La municipalité d'Elne s'est lancée dès 2023 dans un programme de désimperméabilisation des sols en remplaçant des parkings par des potagers et en végétalisant le centre historique.

### Suisse
La réutilisation des anciennes infrastructures du site Bluefactory à Fribourg permet d'envisager l'émergence d'un quartier éponge. En effet, l'ancien réservoir pourrait être reconnecté afin de centraliser les eaux usées et pluviales afin de les traiter ensemble. À terme, la revalorisation thermique des eaux usées pourrait permettre de viser le zéro émission nette.

### En Allemagne
Particulièrement artificialisée et étalée, Berlin est sujette aussi aux inondations urbaines. L'inondation de juin 2017 a conduit la municipalité à transposer le modèle dans la capitale sous le nom Schwammstadt,. L'initiative est aussi soutenue par l'agence de l'eau de pluie (Regenwasseragentur). Réglementairement, la commune de Berlin a interdit depuis 2018 toute nouvelle connexion d'eau pluviale au réseau d'assainissement. Les eaux de pluie doivent être entièrement gérées à la source, pour rafraîchir la ville par évapotranspiration, ou alimenter la nappe phréatique, dans le but aussi d'éviter les inondations par temps de pluie, et les pollutions des rivières. L'administration a en outre continué à imposer une taxe pluviale (Regensteuer) à 1€/m² pour inciter l'existant à la déconnexion,.
À la suite de multiples inondations urbaines, la ville de Leichlingen s'est également engagée dans des travaux pour mettre en œuvre la démarche ville éponge localement. La modernisation du réseau d'eaux pluviales inclut par exemple la généralisation de citernes souterraines qui serviront de réserves d'eau d'irrigation des parcs.

### Italie
Le concept de Ville Éponge, en Italie, à conduit à une polémique politique assez agressive. Ainsi, la droite et l'extrême droite au pouvoir s'y sont opposés par un discours complotiste et antiscientifique.

## Application concrète: lewater square
Le concept de water Square consiste en une place publique multifonctionnelle, utilisée et fréquentée par les habitants en cas de temps sec, et capable d'infiltrer les précipitations lors de crues ou d'inondations urbaines. L'eau peut y rester plusieurs heures ou journées pour être ensuite soit relâchée vers les égouts, soit récupérée et acheminée dans d'autres réseaux de la ville (pour l'irrigation des végétaux par exemple). Le premier water square est inauguré à Rotterdam en 2013, sur la place Benthemplein. Dans ce cas, si la place sert de support pour faire du skate et du basket, elle peut recevoir, en cas d'intempéries, près de 1.7 million de litres d'eau. D'autres projets sont en voie de développement aux Pays-Bas et au Canada - où la place des Fleurs-de-Macadam a été livrée en 2021,.

## Ecobénéfices
- Réduit les risques d'inondation[4] en diminuant la vulnérabilité et en gérant mieux l'aléa.
- Réduit l'intensité des îlots de chaleur urbains.
- Améliore la qualité de l'eau par filtration.
- L'eau de pluie est captée et peut être réutilisée.
- Réduit les problèmes ferroviaires.
- Favorise la biodiversité en luttant contre la fragmentation des écosystèmes.
- Désengorge les réseaux de traitement d'eau pluviale.

## Galerie: exemples

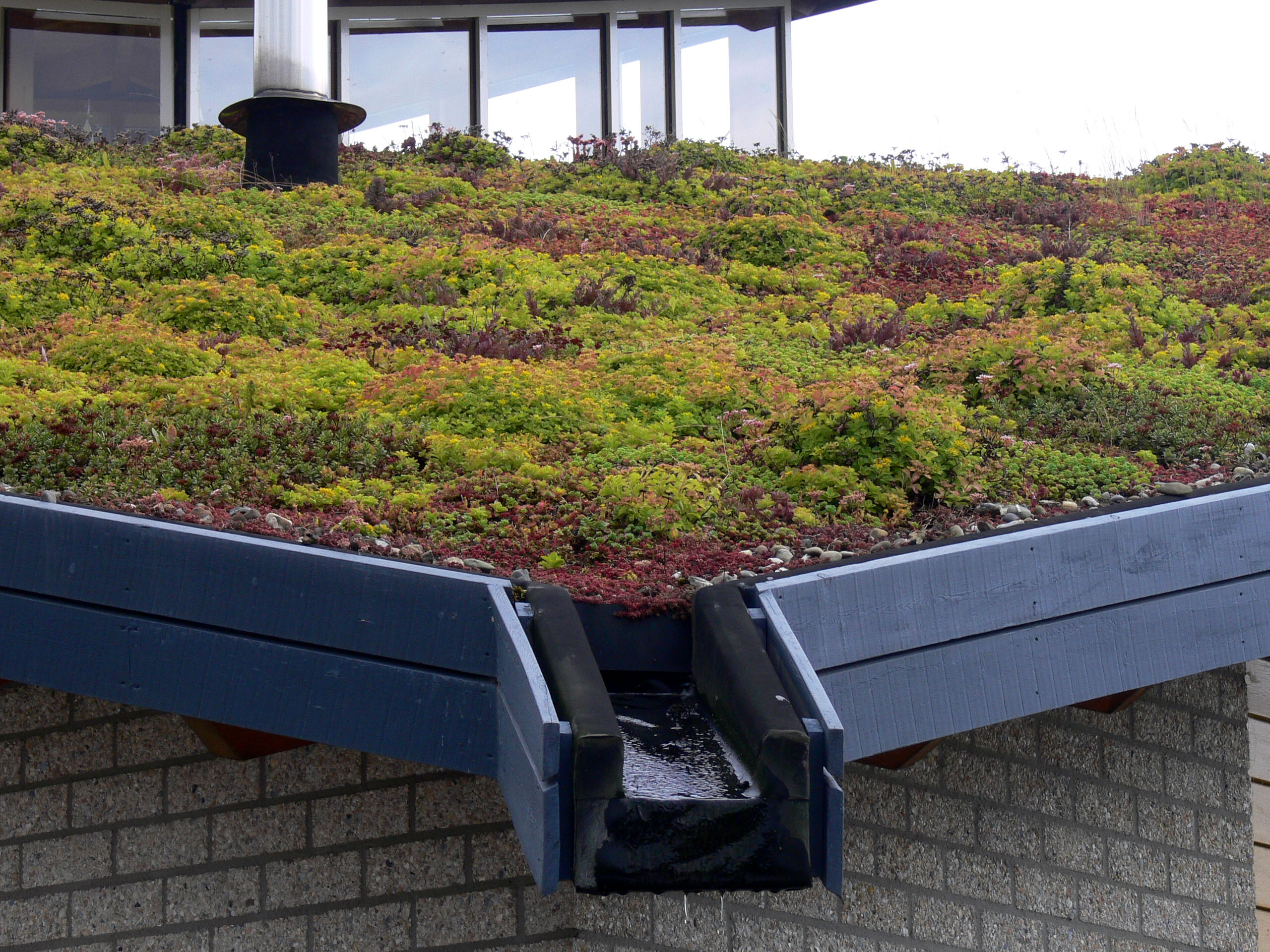
Toit végétalisé.
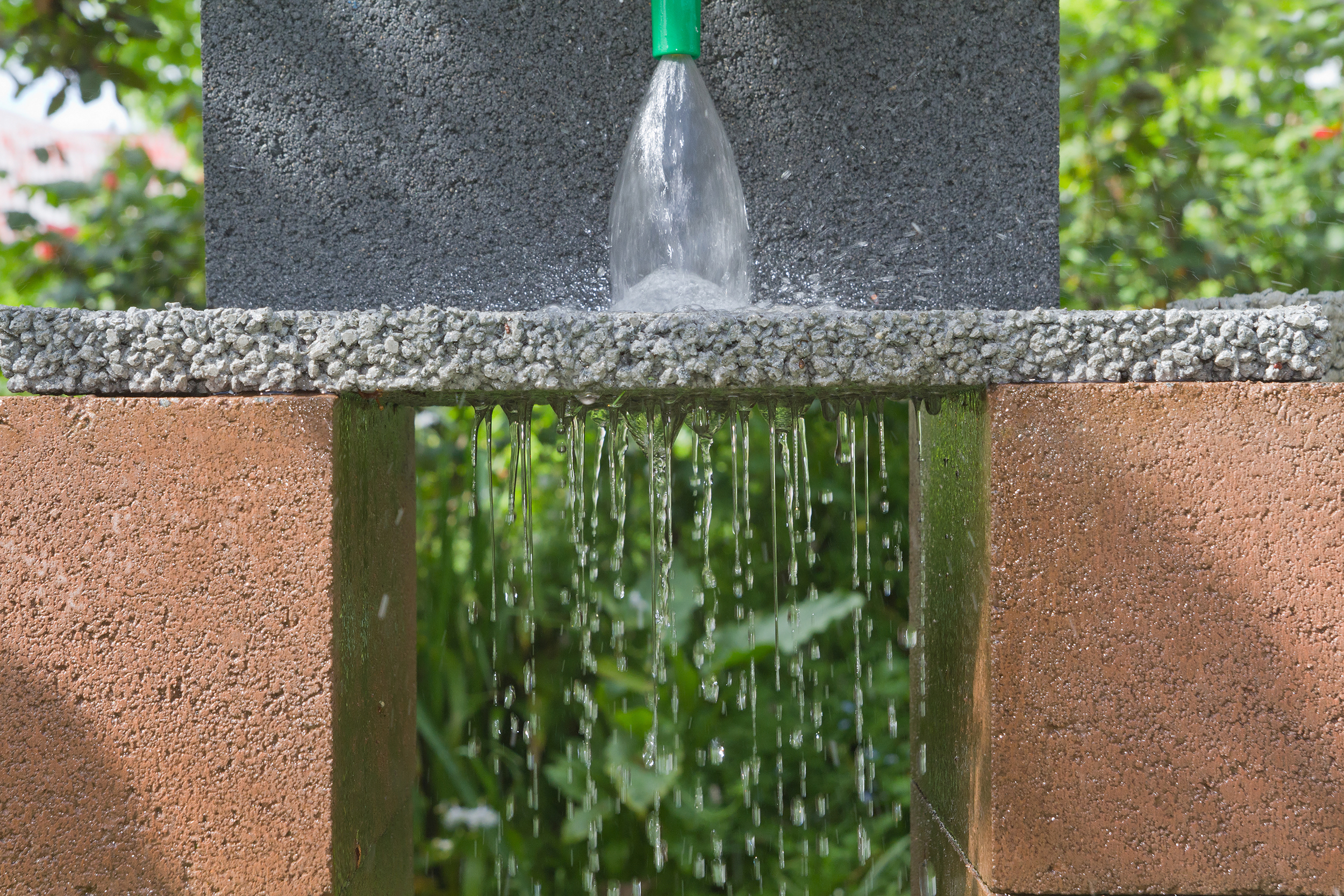
Pavé perméable en fonctionnement.
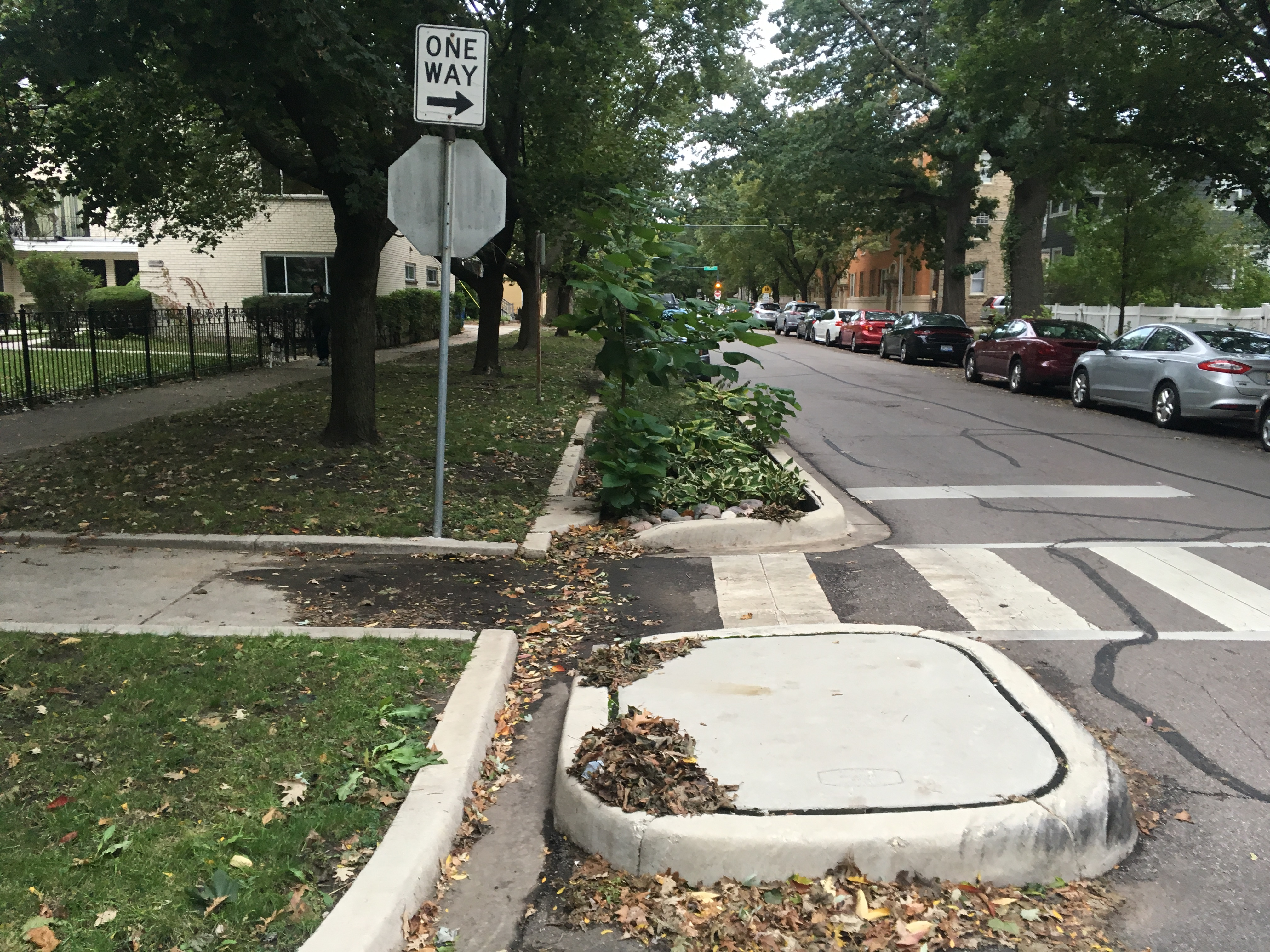
Drainage végétalisé au lieu du 'tout égout'.
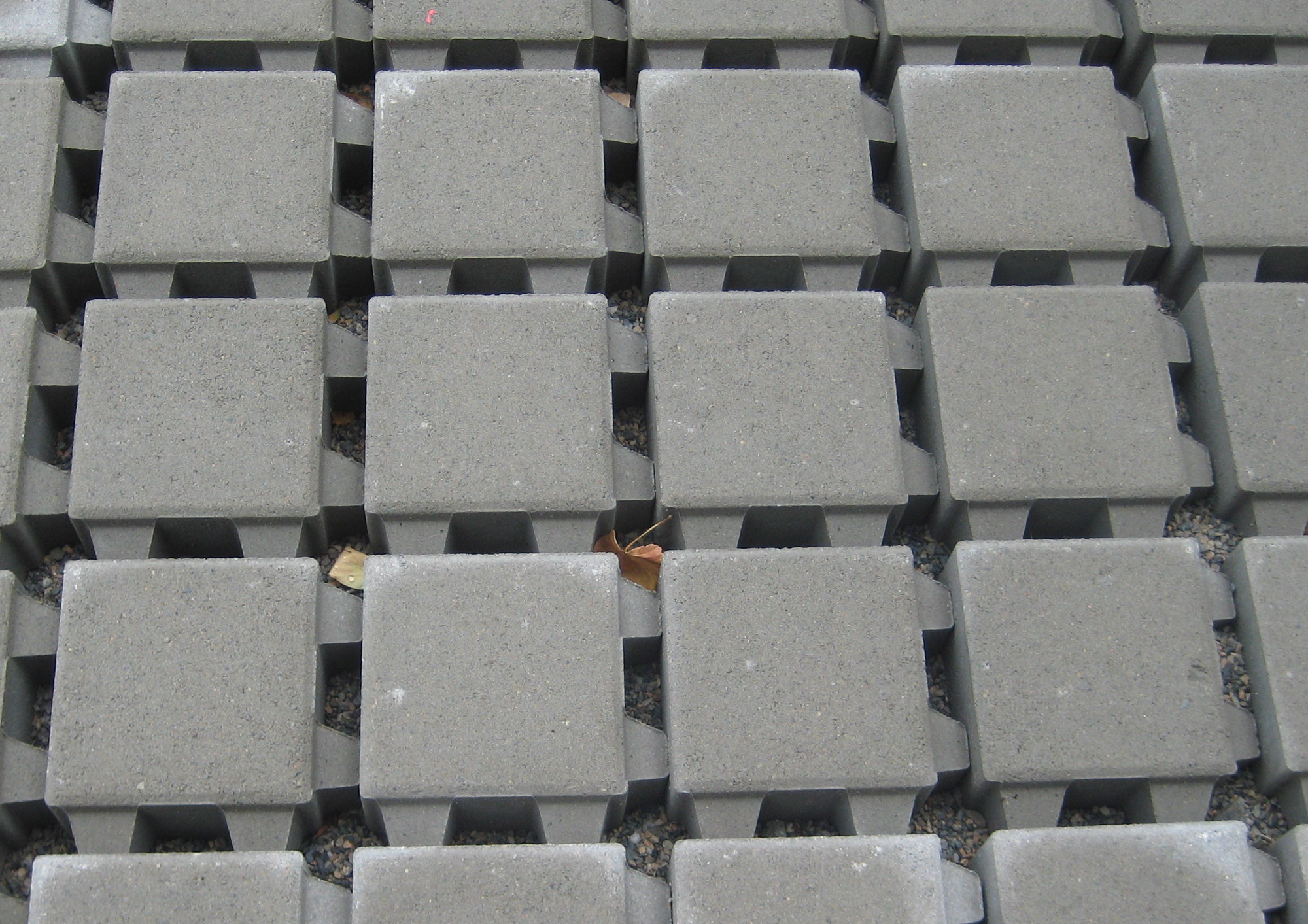
Pavés disjoints.
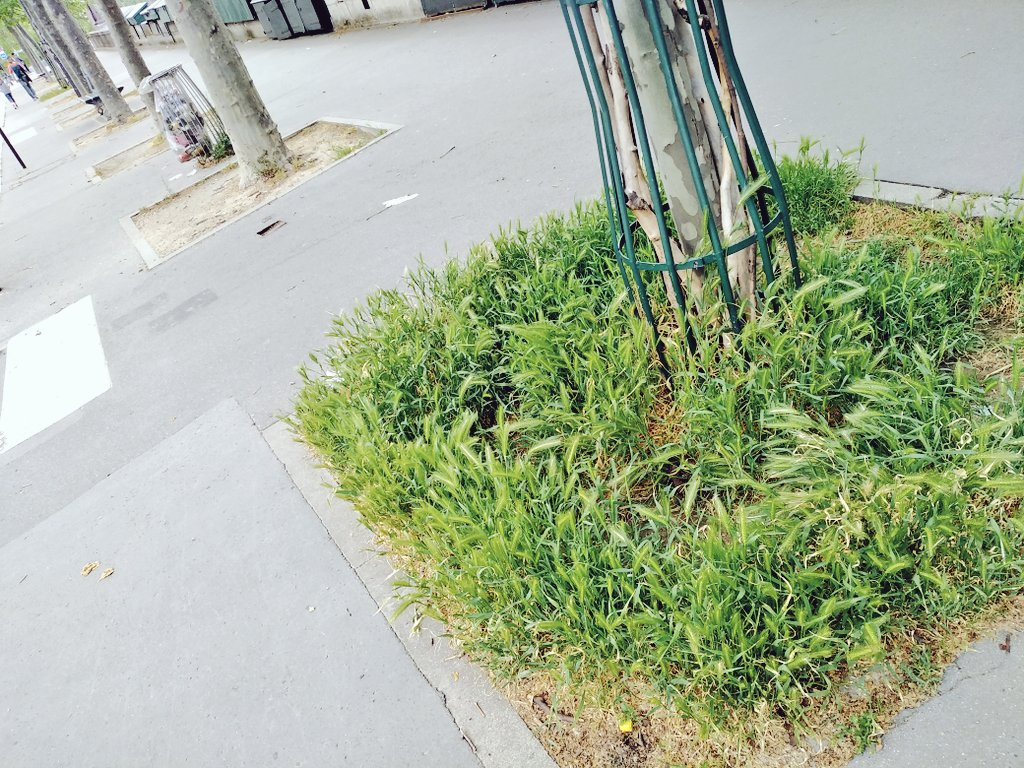
Pied d'arbre à Paris : ici la végétalisation permet l'infiltration.
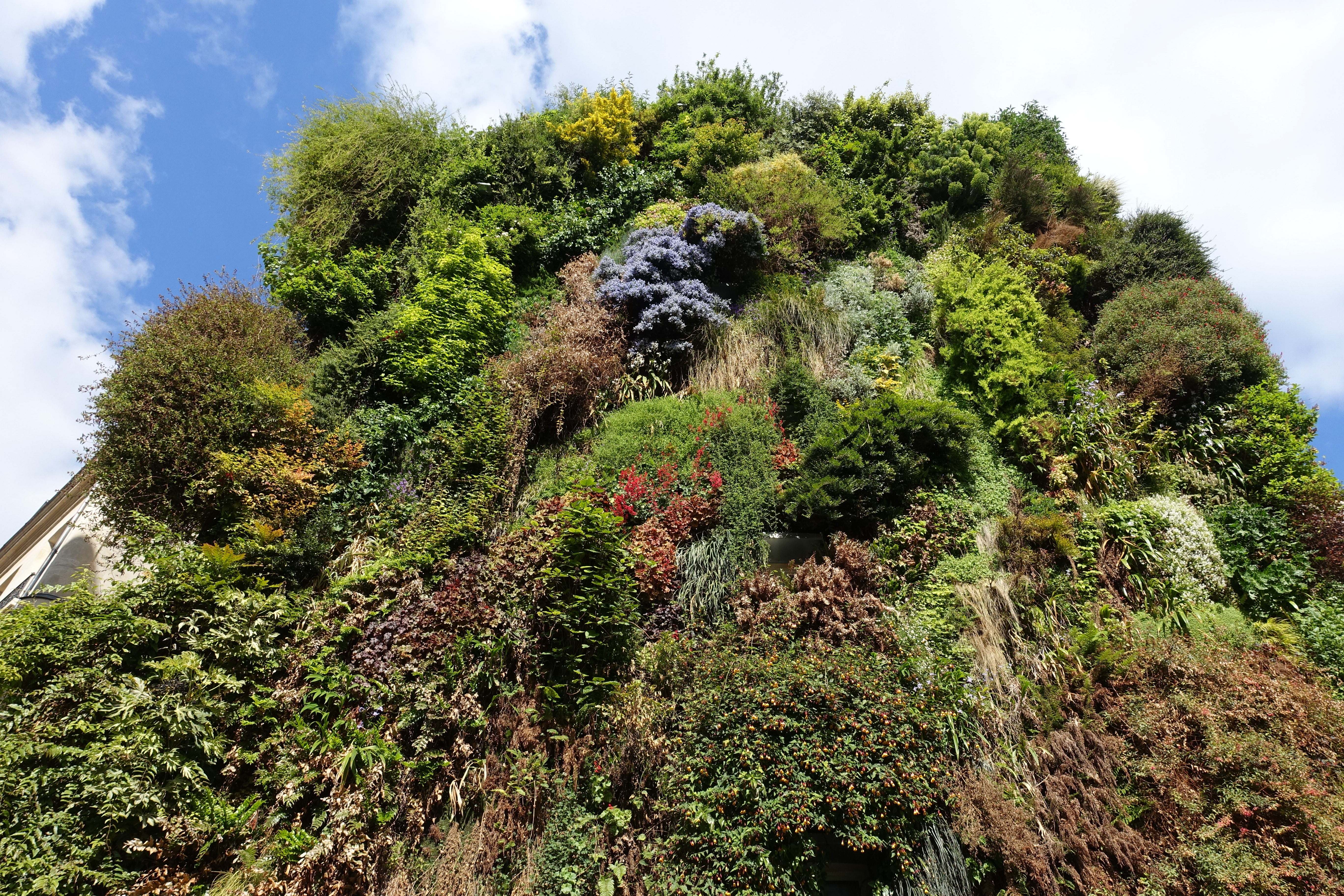
Oasis d'Aboukir, Paris.